# Neuguinea-Krokodil

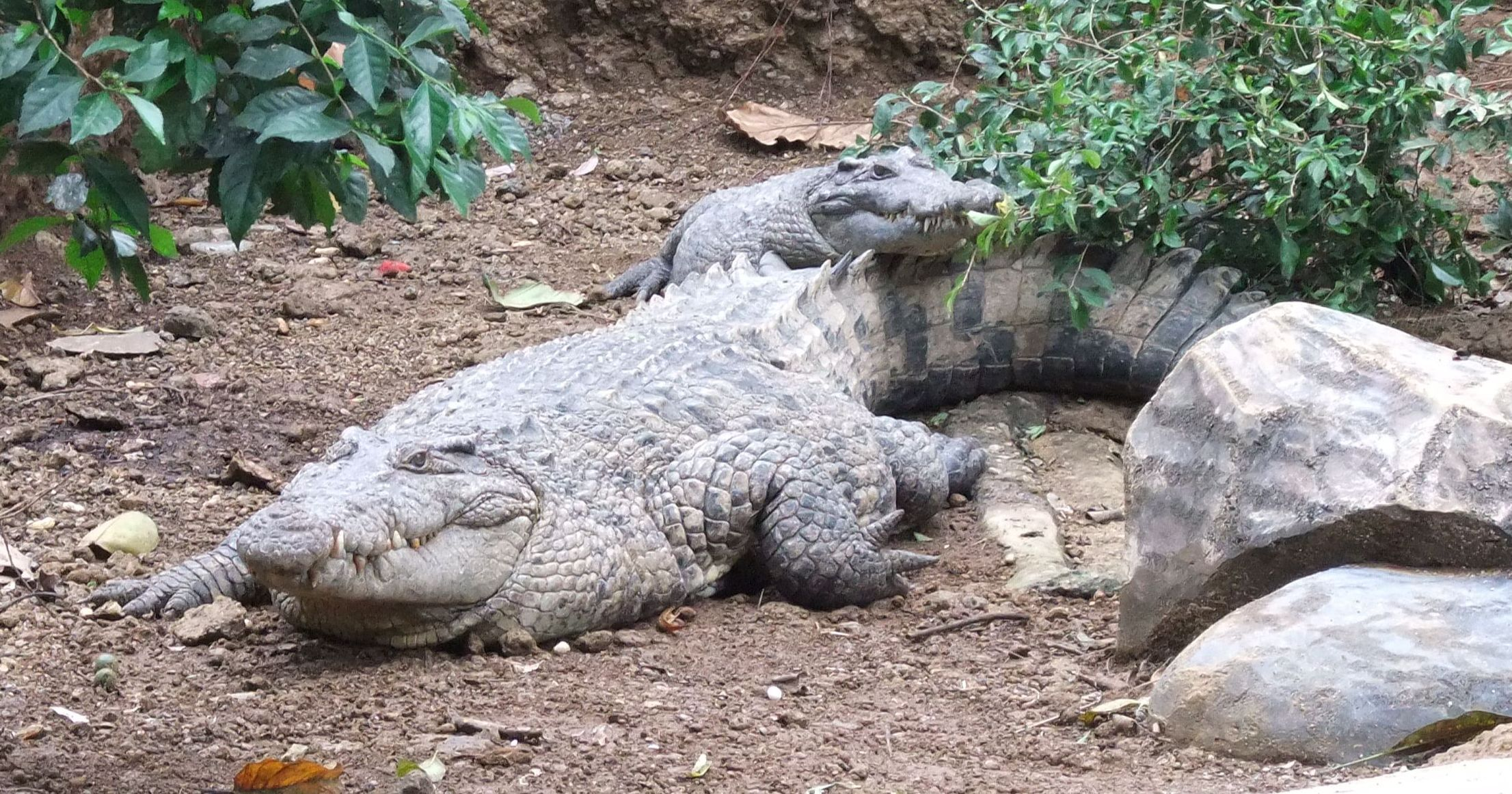
Nördliche Neuguinea-Krokodile im Zoo von Bandung, Indonesien

Das Neuguinea-Krokodil (Crocodylus novaeguineae), oder Nördliches Neuguinea-Krokodil ist eine eher kleine Spezies der Echten Krokodile (Crocodylidae). Da es nördlich des Maokegebirges von Neuguinea endemisch ist, wird dieser Namenszusatz verwendet, um es von seinen im Süden der Insel heimischen Verwandten abzugrenzen.
Die Art wurde 1928 zum ersten Mal beschrieben und 2019 weiter ausdifferenziert, als das Südliche Neuguinea-Krokodil (Crocodylus halli), zur separaten Spezies deklariert und somit vom Nördlichen Neuguinea-Krokodil getrennt wurde.

## Merkmale
Das Neuguinea-Krokodil ähnelt sehr stark dem nah verwandten Australien-Krokodil (Crocodylus johnsoni) und hat wie dieses eine zugespitzte Schnauze, die allerdings etwas weniger lang und weniger spitz ist, was äußerlich jedoch kaum auffällt. Der Körper des Neuguinea-Krokodils ist braun, orange gefärbt, wobei der Schwanz mit dunkelbraunen bis schwarzen Streifen gezeichnet ist. Es wird bis zu 3 Meter lang und gehört somit zu den kleineren Arten. 
Eine Unterscheidung vom Südlichen Neuguineakrokodil ist nur anhand einer DNA-Analyse oder bei der näheren Betrachtung der Schädelknochen mit Sicherheit möglich.

## Verbreitung
Das Neuguinea-Krokodil lebt nur auf Neuguinea und kommt dort in Westneuguinea und im nördlichen Papua-Neuguinea vor. Es bewohnt vor allem die Süßgewässer der Insel, also die Flüsse, Seen und Sümpfe im Landesinneren. Selten ist es auch im Brackwasser anzutreffen, in dem sich eher das Leistenkrokodil (Crocodylus porosus) aufhält.

## Lebensweise
Das Neuguinea-Krokodil ist bezüglich seiner Ernährung wenig spezialisiert und frisst, was es fangen kann. Dabei wurde bei Magenanalysen ein Beutespektrum ermittelt, welches von Insekten über Amphibien, Schlangen und Fischen bis zu Wasservögeln und kleinen Säugetieren reicht.
Zur Fortpflanzungszeit wird ein Hügelnest aus Pflanzenmaterialien gebaut, in dem die Eier abgelegt werden. Die Eiablage erfolgt zum Ende der von Juli bis November dauernden Trockenzeit. Ein Gelege besteht im Schnitt aus 35 Eiern, die ein Durchschnittsgewicht von 73 g haben. Das Hügelnest wird bewacht und die geschlüpften Jungtiere werden beim Öffnen der Nester vom Weibchen unterstützt und anschließend ins Wasser transportiert.

## Systematik
Das Neuguinea-Krokodil ist eine von mittlerweile 14 Crocodylus-Arten. Sein engster Verwandter ist das, 2019 zuerst beschriebene, Südliche Neuguinea-Krokodil Crocodylus halli.
Das Philippinen-Krokodil ist der nächste gemeinsame Verwandte der beiden Spezies.